# Vytautas Katkus
Vytautas Katkus, né le 3 septembre 1991 à Vilnius (Lituanie), est un réalisateur, chef opérateur et scénariste lituanien.

## Biographie
Vytautas Katkus naît le 3 septembre 1991 à Vilnius (Lituanie).
Il est diplômé de l'Académie lituanienne de musique et de théâtre avec un master en cinématographie et réalisation en 2014, et commencé à travailler comme assistant caméraman dans une vingtaine de films et publicités en Lituanie et à l'étranger.
Vytautas Katkus remporte à deux reprises le prix du meilleur jeune directeur de la photographie décerné par l'Association lituanienne des directeurs de la photographie, dont il est membre depuis 2016.
En 2019, son premier court métrage Collective Gardens est sélectionné à la Semaine de la Critique du Festival de Cannes durant l'édition 2019, et son deuxième court métrage Places est présenté en 2020 en avant-première à la Mostra de Venise dans le cadre du programme Orrizonti.
Après plusieurs collaborations en tant que chef opérateur et caméraman avec la productrice Marija Razgutė  et l'entreprise M-Films, il réalise en 2022 son troisième court métrage Cherries, produit par M-Films, qui sera sélectionné dans la catégorie courts métrages du Festival de Cannes.
Vytautas Katkus développe actuellement avec la productrice Marija Razgutė son premier long métrage The Visitor, seconde collaboration avec la société de production M-films et d'autres partenaires internationaux comme Totem Films (France).
Sur chacun de ses projets en tant que réalisateur, Vytautas Katkus a eu comme assistant réalisateur Robertas Nevecka.

## Filmographie

### Réalisateur
- 2019 : Community Gardens (fiction / court métrage / Lituanie)
- 2020 : Places (fiction / court métrage / Lituanie)
- 2022 : Cherries (fiction / 15 min / Lituanie)
- 2024 : The Visitor (fiction / long-métrage / Lituanie, France / en développement)

### Chef opérateur
Hamster House réalisé par Titas Laucius (documentaire court métrage).
- 2017 : Kambariokai réalisé par Titas Laucius (court métrage).
- 2018 : Summer Survivors réalisé par Marija Kavtaradze, Laurynas Bareiša (fiction).
- 2018 : Animus Animalis réalisé par Aistė Žegulytė (documentaire).
- 2019 : Monique - Virš vandens réalisé par Saulius Baradinskas (clip musical).
- 2019 : Nacionalinės premijos laureatų vaikai réalisé par Kamilė Milašiūtė (court métrage).
- 2019 : Community Gardens réalisé par Vytautas Katkus (court métrage).
- 2019 : Auksinės minutės réalisé par Saulius Baradinskas (court métrage).
- 2019 : From Mother to Daughter réalisé par Vytautas Puidokas (film expérimental).
- 2020 : Places réalisé par Vytautas Katkus (court métrage).
- 2021 : The Roop – Discoteque réalisé par Saulius Baradinskas (clip musical).
- 2021 : The Roop – OhMyGodable réalisé par Saulius Baradinskas (clip musical).
- 2021 : Automobilių stovėjimo aikštelė réalisé par Jorė Janavičiūtė (court métrage).
- 2021 : Nevermore réalisé par Gerda Paliušytė (documentaire expérimental).
- 2021 : Techno, mama réalisé par Saulius Baradinskas (court métrage).
- 2021 : Motinos réalisé par Birutė Kapustinskaitė (court métrage).
- 2022 : Pasakyk, kad myli réalisé par Elena Rožukaitė (court métrage).
- 2022 : Kaip būti žmogumi? réalisé par Jorė Janavičiūtė (court métrage).
- 2022 : Businessman réalisé par Lukas Kacinauskas (court métrage).
- 2023 : Happy Next York réalisé par Lukas Kacinauskas (court métrage).

## Distinctions

### Prix
- 2014 : Prix du Meilleur film étudiant au Festival du Film ''Media School'' (Pologne) pour Parketo skutėjai.
- 2015 :  Prix du Meilleur film au festival Litauisches Kino Goes Berlin, Nomination pour le Prix Silver Crane du meilleur court métrage pourIgloo
- 2019 : Prix Silver Crane du meilleur réalisateur (Prix du Cinéma lituanien) et Prix national du cinéma lituanien du meilleur court métrage de l'année, Meilleur court métrage au Festival du film Concorto (Italie), Meilleur court métrage au Festival du film de Gand (Belgique) pour Community Gardens.
- 2020 : Prix du Meilleur court métrage au Festival international du film de Vilnius Kino pavasaris (Lituanie), Meilleur court métrage balte au Festival Two Annas (Lettonie) pour Places.
- 2022 : Prix du Meilleur film au Festival du film Concorto (Italie), Mention spéciale du jury au Festival du film de Gand (Belgique) et aux festivals du film de Castrovillari (Italie) pour Cherries.

### Nominations
- 2011 : Sélections aux Festival international du film de Vilnius Kino pavasaris (Lituanie) et Festival du Film Media School (Pologne) pour Išskalbta pasaka.
- 2014 :  Sélections aux Festival Images (Canada), Festival du Film International Castellinaria (Suisse). Festival international du film pour les jeunes "Bellinzona" (Suisse) pour Parketo skutėjai.
- 2015 : Sélections aux Festival international du film de Vilnius Kino pavasaris (Lituanie), Festival du Film Européen Scanorama (Lituanie), Festival du court métrage Asiana (Corée du Sud) pour Igloo.
- 2019 : Sélections à la Semaine de la critique du Festival de Cannes (France), Festival du film de Sarajevo (Bosnie-Herzégovine), Festival du film de Palić (Serbie), Festival international du film des frères Manaki (Macédoine du Nord), Festival du film d'Helsinki (Finlande), Festival du film CinEast (Luxembourg), Festival du court métrage Heart of Gold (Australie), Festival international du film de Valladolid (Espagne), Festival du film de Riga (Lettonie), Festival international du film de Stockholm (Suède) pour Community Gardens.
- 2020 : Sélections au Festival de la Mostra de Venise (Italie, Compétition Orizzonti), Festival international du film de Valladolid (Espagne), Festival du film de Gand(Belgique), Festival du nouveau cinéma de Montréal (Canada) pour Places.
- 2022 : Sélections aux Festival de Cannes (France), Festival du film de Telluride (États-Unis), Festival international du film de Valladolid (Espagne), Festival du film de Gand (Belgique), Festival du nouveau cinéma de Montréal (Canada) pour Cherries.